# Minano (Saitama)
Minano (japanisch 皆野町 Minano-machi, deutsch ‚Stadt Minano‘, englisch Minano Town) ist eine Stadt auf der japanischen Hauptinsel Honshū im Landkreis Chichibu in der Präfektur Saitama. 

## Geografie
Minano liegt nördlich von Chichibu und westlich von Yorii.

## Verkehr
- Straße:
  - Nationalstraße 140
- Zug:
  - Chichibu-Hauptlinie, nach Kumagaya und Chichibu

## Söhne und Töchter der Stadt
- Masakazu Sekiguchi (* 1953), Politiker
- Tomoko Ninomiya (* 1969), Manga-Zeichnerin

## Partnerstadt
Seit 1984 besteht mit Bürstadt in Hessen eine Städtefreundschaft.

## Angrenzende Städte und Gemeinden
- Chichibu
- Honjō
- Yorii
- Nagatoro
- Higashichichibu
- Kamikawa